# 城陽郡
城陽郡（じょうよう-ぐん）は、中国にかつて存在した郡。漢代以前から晋代にかけて、現在の山東省の臨沂市・日照市・棗荘市にまたがる地域に設置された。

## 概要
城陽郡は秦の三十六郡に含まれていないが、秦の封泥の中に「城陽侯印」があり、秦代に城陽郡が置かれていた可能性がある。
紀元前201年（高帝6年）、前漢により劉肥が斉王に封じられ、膠東郡・膠西郡・臨菑郡・済北郡・博陽郡・城陽郡の73県を封邑とされた。紀元前193年（恵帝2年）、斉王劉肥が城陽郡を魯元公主の湯沐邑として献上した。紀元前179年（文帝元年）、斉国に復帰した。紀元前178年（文帝2年）、朱虚侯劉章が城陽王となり、城陽国が置かれた。紀元前168年（文帝12年）、城陽王劉喜が淮南王に改封され、城陽国は廃止されて城陽郡となった。紀元前164年（文帝16年）、淮南王劉喜が再び城陽王となり、城陽郡は城陽国と改められた。城陽国は兗州に属し、莒・陽都・東安・慮の4県を管轄した。王莽のとき、莒陵郡と改称された。
26年（後漢の建武2年）、劉祉が城陽王となり、城陽国が置かれた。37年（建武13年）、城陽国が廃止され、琅邪郡に編入された。90年（永元2年）、劉淑が城陽王となり、城陽国が置かれた。94年（永元6年）、城陽王劉淑が死去し、城陽国は廃止されて、琅邪郡にもどされた。
198年（建安3年）、曹操が琅邪郡・東海郡・北海郡を分割して、城陽郡・利城郡・昌慮郡を置いた。
西晋のとき、城陽郡は青州に属し、莒・姑幕・諸・淳于・東武・高密・壮武・黔陬・平昌・昌安の10県を管轄した。299年（元康9年）、城陽郡は廃止され、高密国に編入された。